# Лука Радетић
Лука Радетић (Ћуковац, код Скендер Вакуфa, 15. март 1917 — Мостар, 7. фебруар 1982) био је учесник Народноослободилачке борбе и народни херој Југославије.

## Биографија
Родио се у Ћуковцу, код Скендер Вакуфa, 15. марта 1917. године у земљорадничкој породици. У НОБ је ступио 27. јула 1941. године, приступивши чети коју је предводио Дујко Комљеновић. У КПЈ је примљен у октобру 1941. године. 
Учествовао је у борбама за ослобођење Скендер Вакуфа, Шипрага, Масловара, Врбањца и Ободника 1941. године. Следеће године у фебруару, истакао се у ослобођењу Котор Вароши. У нападу на усташко упориште у Соколини у близини Котор Вароши заједно са групом својих бораца убили су 15 усташа и заробили више пушака. Захваљујући овим акцијама, у марту 1942. године постављен је за командира Масловарске партизанске чете. У децембру исте године борио се у пролетерским бригадама за ослобођење Теслића и том приликом је рањен. Након опоравка постао је командир чете у Бањалучком одреду.
Ратовао је у више наврата за ослобођење Котор Вароша, а у јулским борбама 1943. године са усташама и четницима на простору Лишца са својим одредом држао је положај и штитио слободну територију. У децембру 1943. године истакао се у борбама за ослобођење Бања Луке и као резултат тога постао је командант батаљона, а затим и Бањалучког одреда. У пролеће 1944. године убио је команданта четничке јединице у селу Рађевцу након чега се она распала. Учествовао је у гоњењу четника у долини Неретве 1945. године.
Након ослобођења обављао је низ дужности у ЈНА, а пензионисан је 1952. године са дужности начелника Војног одсека у Бугојну у чину мајора.
Сахрањен је на Партизанском гробљу у Скендер Вакуфу.
Носилац је Партизанске споменице 1941. и више одликовања. Указом председника ФНР Југославије Јосипа Броза Тита, 23. јула 1952. године, проглашен је за народног хероја.